# Graciano Rocchigiani
Pour les articles homonymes, voir Rocchigiani.
Graciano Rocchigiani, né le 29 décembre 1963 à Duisbourg et mort le 1er octobre 2018 à Belpasso, en Italie, est un boxeur allemand.

## Carrière
Passé professionnel en 1983, Graciano Rocchigiani remporte le titre vacant de champion du monde des super-moyens IBF le 11 mars 1988 en battant aux points Vincent Boulware. Il conserve son titre face à Nicky Walker, Chris Reid et Thulani Malinga puis choisit de poursuivre sa carrière dans la catégorie de poids supérieure.
Rocchigiani devient en 1991 champion d'Europe EBU des mi-lourds puis se voit offrir un nouveau combat pour le titre mondial des super-moyens (WBO) face à Chris Eubank en 1994, combat qu'il perd aux points le 5 février. Il perdra également trois autres combats de championnat du monde en mi-lourds contre Henry Maske et Dariusz Michalczewski.
Il meurt dans un accident de la route en Italie le 1er octobre 2018.